# Jean-Charles Contel

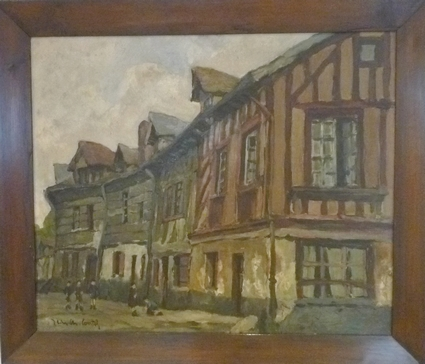
Jean-Charles Contel, huile sur toile, lisieux.

Jean-Charles Contel, pseudonyme de Jean-Charles Maurice Leconte, né le 5 mai 1895 à Glos et mort le 4 septembre 1928  à Paris, est un peintre et lithographe français, proche de l'École de Rouen.

## Biographie
Jean-Charles Contel figure au Salon des artistes normands à Paris en 1925, aux côtés de Fernand Truffaut (1866-1965), de Charles Léandre (1862-1930 ou 34), et de Raymond Bigot (1872-1953). Il se fait connaître en représentant de vieilles maisons, des ruelles tortueuses et des quartiers mal famés. En 1926, il expose au Havre puis au Salon des Indépendants et au Salon d'automne qui, en 1928, organise une rétrospective de ses œuvres.  Par ailleurs, il travaille aux Annales et à L'Illustration mais meurt prématurément le 4 septembre 1928. 

## Œuvres

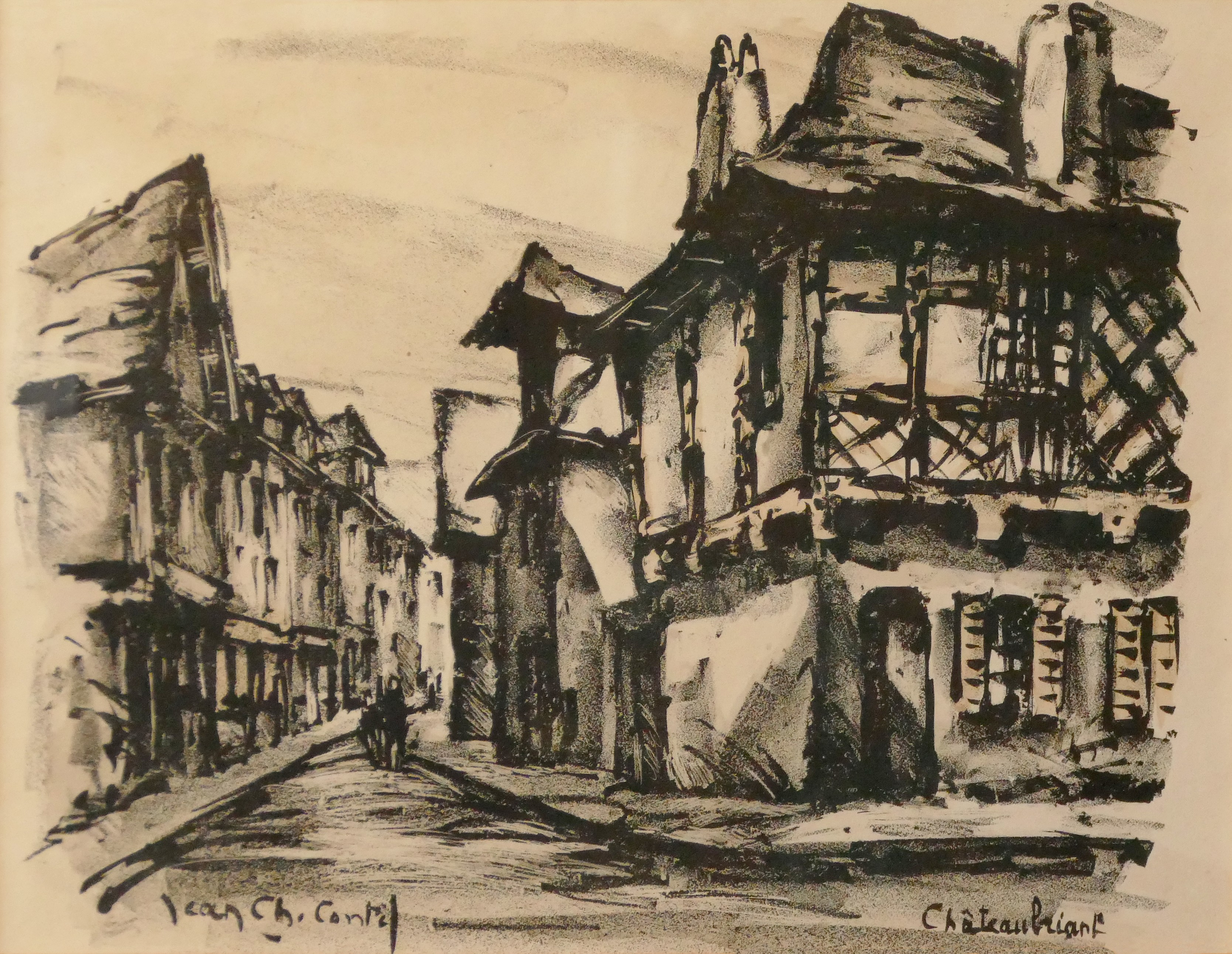
Maisons à pan de bois, Châteaubriant, lithographie vers 1920.

La liste suivante est donnée par Le Joseph, sauf mention contraire

### Illustrations
- Du Vieux Lisieux au Vieux Honfleur, album de 12 lithographies en noir, préf. de Camille Gronkowski, ouvrage tiré chez Émile Morière imprimeur à Lisieux en 250 exemplaires, 15 juin 1916.
- Celles qui s'en vont, album de 12 lithographies en noir, préf. d'Albert-Emile Sorel, poèmes d'Auguste Bunoust, ouvrage tiré chez Émile Morière à Lisieux, en 250 exemplaires, mai 1917
- Journal La Baïonnette, du 28 mars 1918.
- Dans le poussière des vieux murs, album de 12 lithographies en noir, préf. de Gustave Geffroy, poèmes de Pierre Varenne, ouvrage tiré aux Éditions Georges Crès à Paris, en 250 exemplaires dont 25 avec un dessin original de l'artiste, 1918.
- Rouen, album de 12 lithographies en noir, préf. de Georges Dubosc, poèmes d'Auguste Bunoust, ouvrage tiré chez Émile Morière imprimeur à Lisieux, en 350 exemplaires dont 50 avec un dessin original de l'artiste, mars 1920.
- Pages du vieux Paris, album de 12 lithographies en couleurs et en noir, préf. de Pierre Mac-Orlan, ouvrage tiré aux Éditions Georges Crès à Paris, en 375 exemplaires dont 50 rehaussé d'un dessin original de l'artiste, novembre 1921
- Les Cathédrales de France de Auguste Rodin, 1922
- Avant la pioche d'André Warnod, 1924
- La Bretagne touristique, Saint-Brieuc, album de 12 lithographies en couleurs, préf. d'Octave-Louis Aubert, 1927

### Tableaux
On lui doit de nombreuses gouaches et des dessins de Paris, du Lot, de Meulan, Gif, Valmondois, Quimperlé, Saint-Brieuc, Auray, Sarcelles, Lamballe, ainsi que :
- L’Église Saint-Spire à Corbeil
- Le Château de Fougères
- Environs de Paris
- Triel
- Étude de neige aux environs de Paris
- Église de Picquigny

## Collections publiques
- Musée d'Art et d'Histoire de Lisieux
- Musée des beaux-arts du Havre

## Hommages
- La ville de Lisieux a donné son nom à une voie de la commune.